# DAWA

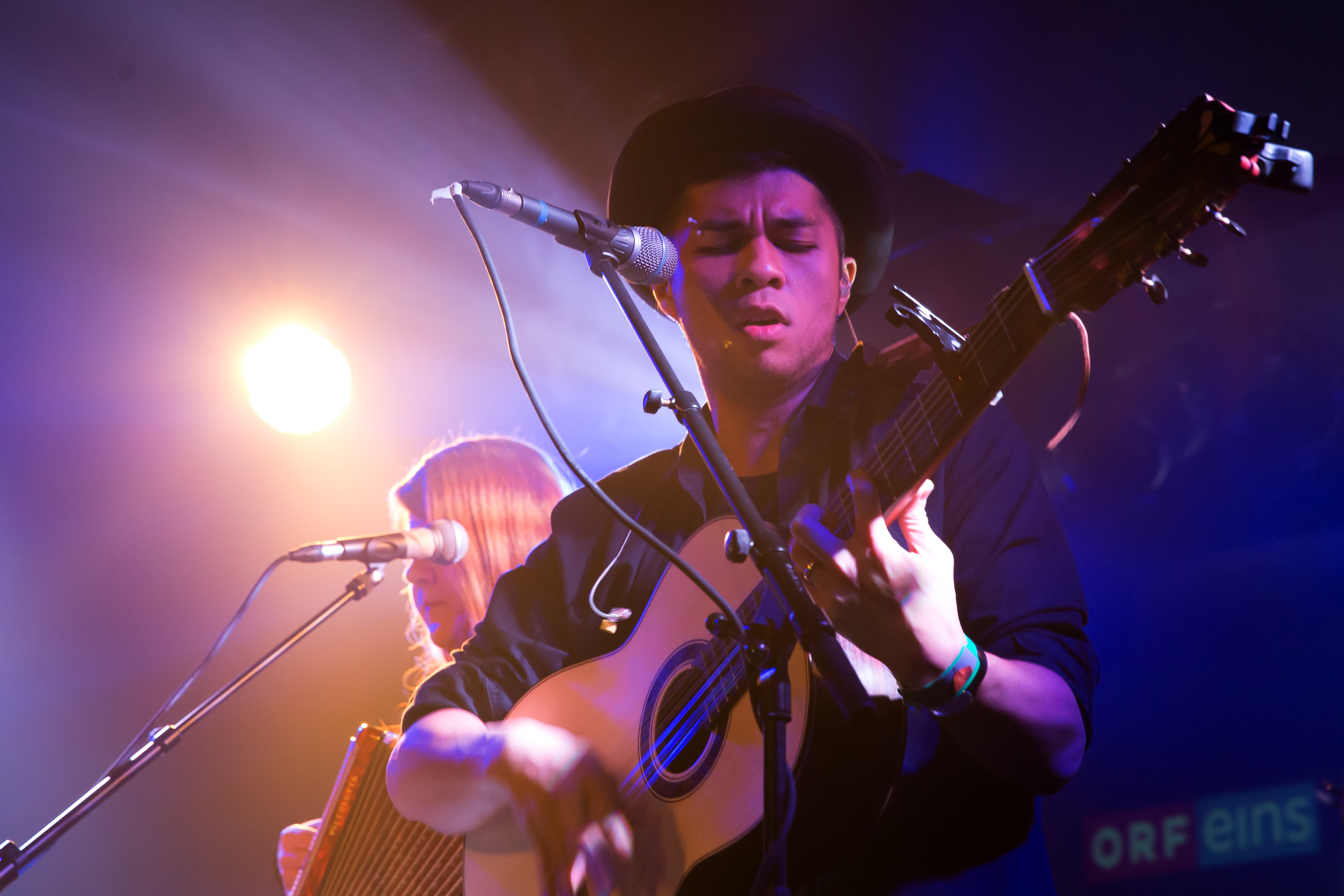
DAWA (2015)

DAWA ist eine österreichische Band, die 2010 gegründet wurde. Benannt ist die Band nach ihrem Sänger und Gitarristen John Dawa. Weitere Besetzung: Barbara Wiesinger (Gesang, Akkordeon, Glockenspiel, Percussions), Laura Pudelek (Cello), Oama Richson (Percussions, Cajon). Norbert Kröll (Percussions) verließ die Band 2014.

## Geschichte
Erste Erfolge feierten sie mit ihrem ersten Album This Should Work (LasVegas Records). Beim Protestsongcontest landete sie 2014 auf Platz 2. Bekannt wurden sie wegen ihrer Teilnahme 2015 am nationalen Vorentscheid Eurovision Song Contest – Wer singt für Österreich?; dabei wurden sie hinter The Makemakes Zweiter.

## Diskografie

### Alben
- 2013: This Should Work
- 2015: Psithurisma
- 2016: Reach

### EPs
- 2011: All We Need Is Patience